# Манггха (Краков)
Манггха (полное название пол. Muzeum Sztuki i Techniki Japońskiej Manggha: Музей японского искусства и техники Манггха) является музеем японского искусства и техники в Кракове. Зарегистрирован в Государственном реестре музеев. Находится на Полеском бульваре недалеко от берега Вислы.

## История
В 1920 году краковский критик, писатель и коллекционер Феликс «Манггха» Ясенский (пол. Feliks «Manggha» Jasieński) подарил Национальному музею в Кракове свою коллекцию около 6500 предметов японского искусства. Термин «Манггха» является транскрипцией японского слова, в русском языке более известного как «Манга», но в его исходном классическом значении, оно было взято от названия альбома рисунков «Хокусай манга» японского художника Кацусики Хокусая.
Ясенский поставил только одно условие: коллекция должна выставляться посетителям музея как единое целое. Ясенский стал почётным директором коллекции.
Несмотря на это, после смерти Ясенского, последовавшей в 1929 году, его коллекция осталась лежать запакованной в ящиках и в таком состоянии дождалась второй мировой войны.
Лишь немецкие оккупационные власти Генерал-губернаторства реквизировали коллекцию и выставили её в залах т. н. Суконных рядов в Кракове. Там увидел коллекцию девятнадцатилетний Анджей Вайда.
Тогда Вайда был очарован на всю жизнь японским искусством.

## Музей
Когда Анджей Вайда получил в 1987 году кинематографическую Премию Киото, он решил пожертвовать всю сумму на создание в Кракове музея японского искусства, чтобы разместить в нём коллекцию Феликса Ясенского.
Инициативу поддержали городские власти Кракова, японское правительство, а также друзья Вайды из Фонда «Киото-Краков». Даже японский профсоюз железнодорожников пожертвовал миллион долларов. Проект создал бесплатно японский архитектор Арата Исодзаки.
Музей был торжественно открыт 30 ноября 1994 года. С 1 декабря 2004 он стал самостоятельным учреждением культуры (до этого он был филиалом краковского Национального музея).
В музее, помимо экспонирования коллекции Феликса «Манггха» Ясенского, проходят выставки и мероприятия, а также осуществляется постоянная деятельность, такая как курсы японского языка, курсы чайной церемонии, курсы и выставки искусства икебаны. В музее также располагается польское общество Бонсай.
11 июля 2002 музей посетил японский император Акихито со своей супругой императрицей Митико.